# Coppa del Mondo di salto con gli sci 2019
La Coppa del Mondo di salto con gli sci 2019 è stata la quarantesima edizione della manifestazione organizzata dalla Federazione Internazionale Sci, l'ottava a prevedere un circuito di gare femminili. Nel corso della stagione si sono tenuti a Seefeld in Tirol i Campionati mondiali di sci nordico 2019, non validi ai fini della Coppa del Mondo, il cui calendario ha contemplato dunque un'interruzione tra febbraio e marzo.
La stagione maschile è iniziata il 17 novembre 2018 a Wisła, in Polonia, e si è conclusa il 24 marzo 2019 a Planica, in Slovenia. Sono state disputate tutte le 28 gare individuali e le 6 a squadre in programma, in 19 differenti località: 27 su trampolino lungo, 7 su trampolino per il volo. Il giapponese Ryōyū Kobayashi ha vinto la coppa di cristallo, il trofeo assegnato al vincitore della classifica generale, la Coppa del Mondo di volo e il Torneo dei quattro trampolini; il polacco Kamil Stoch era il detentore uscente sia della Coppa generale, sia del Torneo.
La stagione femminile è iniziata il 30 novembre 2018 a Lillehammer, in Norvegia, e si è conclusa il 24 marzo 2019 a Čajkovskij, in Russia. Sono state disputate 24 delle 25 gare individuali e tutte le 2 gare a squadre in programma, in 12 differenti località: 17 su trampolino normale, 9 su trampolino lungo. La norvegese Maren Lundby, detentrice uscente della Coppa generale, si è nuovamente aggiudicata la Coppa del Mondo generale; non sono state assegnate coppe di specialità.
Inizialmente era stata inserita in calendario una gara a squadre mista, per la prima volta nella storia della Coppa del Mondo, in seguito tuttavia sostituita da una gara a squadre solo maschile su trampolino lungo.

## Uomini

### Risultati
| Data                          | Località               | Nazione   | Trampolino                 | Spec. | Primo                                                                         | Secondo                                                                    | Terzo                                                                  |
| ----------------------------- | ---------------------- | --------- | -------------------------- | ----- | ----------------------------------------------------------------------------- | -------------------------------------------------------------------------- | ---------------------------------------------------------------------- |
| 17 novembre 2018              | Wisła                  | Polonia   | Malinka HS134              | TL    | Polonia Piotr Żyła Jakub Wolny Dawid Kubacki Kamil Stoch                      | Germania Karl Geiger Markus Eisenbichler Stephan Leyhe Richard Freitag     | Austria Michael Hayböck Clemens Aigner Daniel Huber Stefan Kraft       |
| 18 novembre 2018              | Wisła                  | Polonia   | Malinka HS134              | LH    | Evgenij Klimov                                                                | Stephan Leyhe                                                              | Ryōyū Kobayashi                                                        |
| 24 novembre 2018              | Kuusamo                | Finlandia | Rukatunturi HS142          | LH    | Ryōyū Kobayashi                                                               | Kamil Stoch                                                                | Piotr Żyła                                                             |
| 25 novembre 2018              | Kuusamo                | Finlandia | Rukatunturi HS142          | LH    | Ryōyū Kobayashi                                                               | Andreas Wellinger                                                          | Kamil Stoch                                                            |
| 1º dicembre 2018              | Nižnij Tagil           | Russia    | Aist HS134                 | LH    | Johann André Forfang                                                          | Piotr Żyła                                                                 | Ryōyū Kobayashi                                                        |
| 2 dicembre 2018               | Nižnij Tagil           | Russia    | Aist HS134                 | LH    | Ryōyū Kobayashi                                                               | Johann André Forfang                                                       | Piotr Żyła                                                             |
| 15 dicembre 2018              | Engelberg              | Svizzera  | Gross-Titlis-Schanze HS140 | LH    | Karl Geiger                                                                   | Piotr Żyła                                                                 | Daniel Huber                                                           |
| 16 dicembre 2018              | Engelberg              | Svizzera  | Gross-Titlis-Schanze HS140 | LH    | Ryōyū Kobayashi                                                               | Piotr Żyła                                                                 | Kamil Stoch                                                            |
| Torneo dei quattro trampolini |                        |           |                            |       |                                                                               |                                                                            |                                                                        |
| 30 dicembre 2018              | Oberstdorf             | Germania  | Schattenberg HS137         | LH    | Ryōyū Kobayashi                                                               | Markus Eisenbichler                                                        | Stefan Kraft                                                           |
| 1º gennaio 2019               | Garmisch-Partenkirchen | Germania  | Große Olympiaschanze HS142 | LH    | Ryōyū Kobayashi                                                               | Markus Eisenbichler                                                        | Dawid Kubacki                                                          |
| 4 gennaio 2019                | Innsbruck              | Austria   | Bergisel HS130             | LH    | Ryōyū Kobayashi                                                               | Stefan Kraft                                                               | Andreas Stjernen                                                       |
| 6 gennaio 2019                | Bischofshofen          | Austria   | Paul Ausserleitner HS142   | LH    | Ryōyū Kobayashi                                                               | Dawid Kubacki                                                              | Stefan Kraft                                                           |
| 12 gennaio 2019               | Val di Fiemme          | Italia    | Giuseppe Dal Ben HS135     | LH    | Ryōyū Kobayashi                                                               | Dawid Kubacki                                                              | Kamil Stoch                                                            |
| 13 gennaio 2019               | Val di Fiemme          | Italia    | Giuseppe Dal Ben HS135     | LH    | Dawid Kubacki                                                                 | Stefan Kraft                                                               | Kamil Stoch                                                            |
| 19 gennaio 2019               | Zakopane               | Polonia   | Wielka Krokiew HS134       | TL LH | Germania Karl Geiger Markus Eisenbichler David Siegel Stephan Leyhe           | Austria Daniel Huber Jan Hörl Michael Hayböck Stefan Kraft                 | Polonia Piotr Żyła Maciej Kot Kamil Stoch Dawid Kubacki                |
| 20 gennaio 2019               | Zakopane               | Polonia   | Wielka Krokiew HS134       | LH    | Stefan Kraft                                                                  | Robert Johansson                                                           | Yukiya Satō                                                            |
| 26 gennaio 2019               | Sapporo                | Giappone  | Ōkurayama HS137            | LH    | Stefan Kraft                                                                  | Kamil Stoch                                                                | Robert Johansson                                                       |
| 27 gennaio 2019               | Sapporo                | Giappone  | Ōkurayama HS137            | LH    | Stefan Kraft                                                                  | Timi Zajc                                                                  | Ryōyū Kobayashi                                                        |
| 1º febbraio 2019              | Oberstdorf             | Germania  | Heini Klopfer HS235        | FH    | Timi Zajc                                                                     | Dawid Kubacki                                                              | Markus Eisenbichler                                                    |
| 2 febbraio 2019               | Oberstdorf             | Germania  | Heini Klopfer HS235        | FH    | Ryōyū Kobayashi                                                               | Markus Eisenbichler                                                        | Stefan Kraft                                                           |
| 3 febbraio 2019               | Oberstdorf             | Germania  | Heini Klopfer HS235        | FH    | Kamil Stoch                                                                   | Evgenij Klimov                                                             | Dawid Kubacki                                                          |
| 9 febbraio 2019               | Lahti                  | Finlandia | Salpausselkä HS130         | TL LH | Austria Philipp Aschenwald Gregor Schlierenzauer Michael Hayböck Stefan Kraft | Germania Karl Geiger Richard Freitag Andreas Wellinger Stephan Leyhe       | Giappone Yukiya Satō Daiki Itō Junshirō Kobayashi Ryōyū Kobayashi      |
| 10 febbraio 2019              | Lahti                  | Finlandia | Salpausselkä HS130         | LH    | Kamil Stoch                                                                   | Ryōyū Kobayashi                                                            | Robert Johansson                                                       |
| 15 febbraio 2019              | Willingen              | Germania  | Mühlenkopf HS145           | TL LH | Polonia Piotr Żyła Jakub Wolny Dawid Kubacki Kamil Stoch                      | Germania Karl Geiger Richard Freitag Markus Eisenbichler Stephan Leyhe     | Slovenia Anže Semenič Peter Prevc Jernej Damjan Timi Zajc              |
| 16 febbraio 2019              | Willingen              | Germania  | Mühlenkopf HS145           | LH    | Karl Geiger                                                                   | Kamil Stoch                                                                | Ryōyū Kobayashi                                                        |
| 17 febbraio 2019              | Willingen              | Germania  | Mühlenkopf HS145           | LH    | Ryōyū Kobayashi                                                               | Markus Eisenbichler                                                        | Piotr Żyła                                                             |
| 9 marzo 2019                  | Oslo Holmenkollen      | Norvegia  | Holmenkollen HS134         | TL LH | Norvegia Johann André Forfang Robin Pedersen Marius Lindvik Robert Johansson  | Giappone Yukiya Satō Noriaki Kasai Junshirō Kobayashi Ryōyū Kobayashi      | Austria Michael Hayböck Manuel Fettner Philipp Aschenwald Stefan Kraft |
| 10 marzo 2019                 | Oslo Holmenkollen      | Norvegia  | Holmenkollen HS134         | LH    | Robert Johansson                                                              | Stefan Kraft                                                               | Peter Prevc                                                            |
| 12 marzo 2019                 | Lillehammer            | Norvegia  | Lysgårdsbakken HS140       | LH    | Stefan Kraft                                                                  | Robert Johansson                                                           | Ryōyū Kobayashi                                                        |
| 14 marzo 2019                 | Trondheim              | Norvegia  | Granåsen HS140             | LH    | Ryōyū Kobayashi                                                               | Andreas Stjernen                                                           | Stefan Kraft                                                           |
| 16 marzo 2019                 | Vikersund              | Norvegia  | Vikersundbakken HS240      | TL FH | Slovenia Anže Semenič Peter Prevc Domen Prevc Timi Zajc                       | Germania Constantin Schmid Richard Freitag Karl Geiger Markus Eisenbichler | Austria Michael Hayböck Philipp Aschenwald Daniel Huber Stefan Kraft   |
| 17 marzo 2019                 | Vikersund              | Norvegia  | Vikersundbakken HS240      | FH    | Domen Prevc                                                                   | Ryōyū Kobayashi                                                            | Stefan Kraft                                                           |
| 22 marzo 2019                 | Planica                | Slovenia  | Letalnica HS240            | FH    | Markus Eisenbichler                                                           | Ryōyū Kobayashi                                                            | Piotr Żyła                                                             |
| 23 marzo 2019                 | Planica                | Slovenia  | Letalnica HS240            | TL FH | Polonia Jakub Wolny Kamil Stoch Dawid Kubacki Piotr Żyła                      | Germania Karl Geiger Constantin Schmid Richard Freitag Markus Eisenbichler | Slovenia Anže Semenič Peter Prevc Domen Prevc Timi Zajc                |
| 24 marzo 2019                 | Planica                | Slovenia  | Letalnica HS240            | FH    | Ryōyū Kobayashi                                                               | Domen Prevc                                                                | Markus Eisenbichler                                                    |

Legenda:

LH = trampolino lungo

FH = volo con gli sci

TL = gara a squadre

### Classifiche

#### Generale

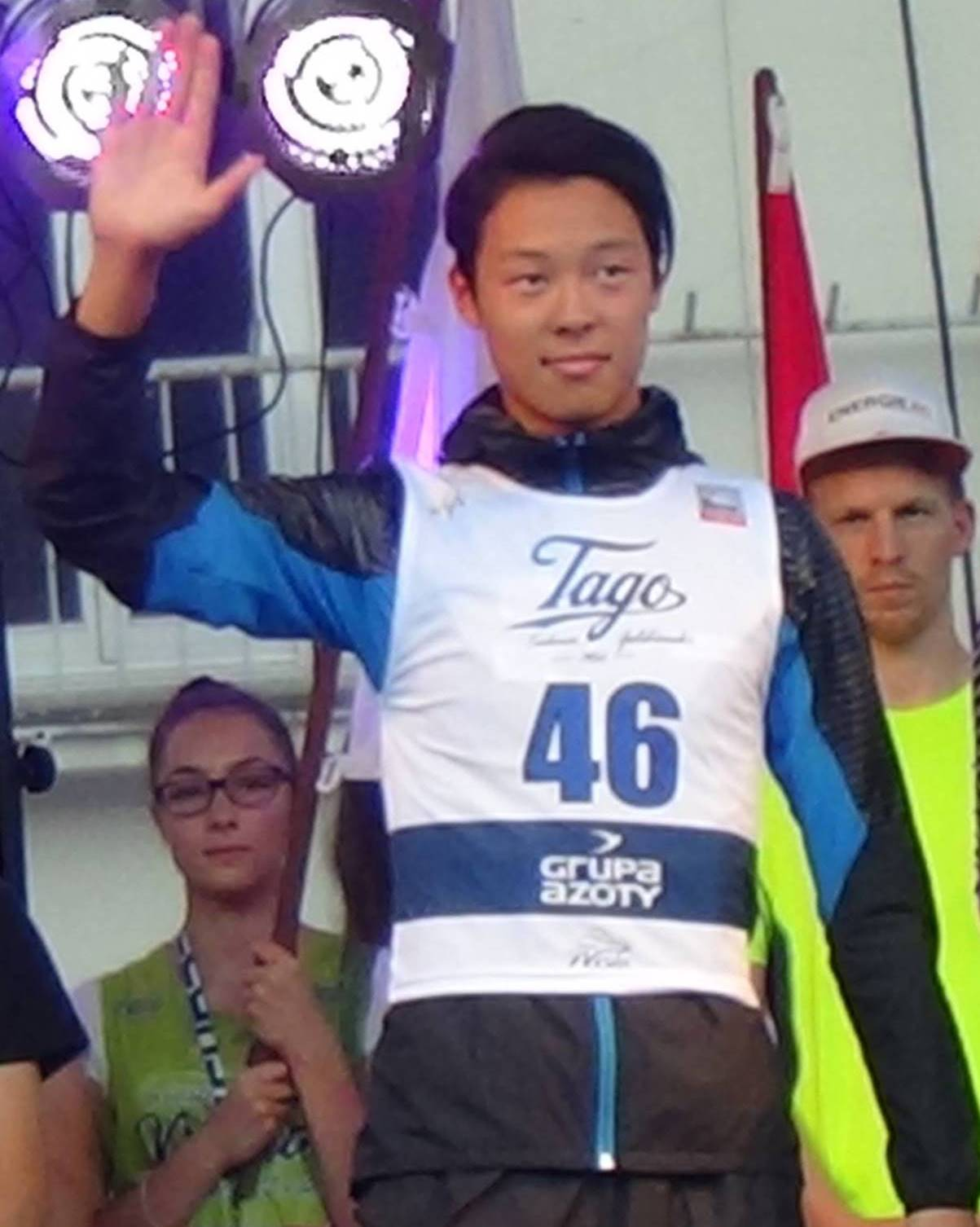
Ryōyū Kobayashi nel 2016

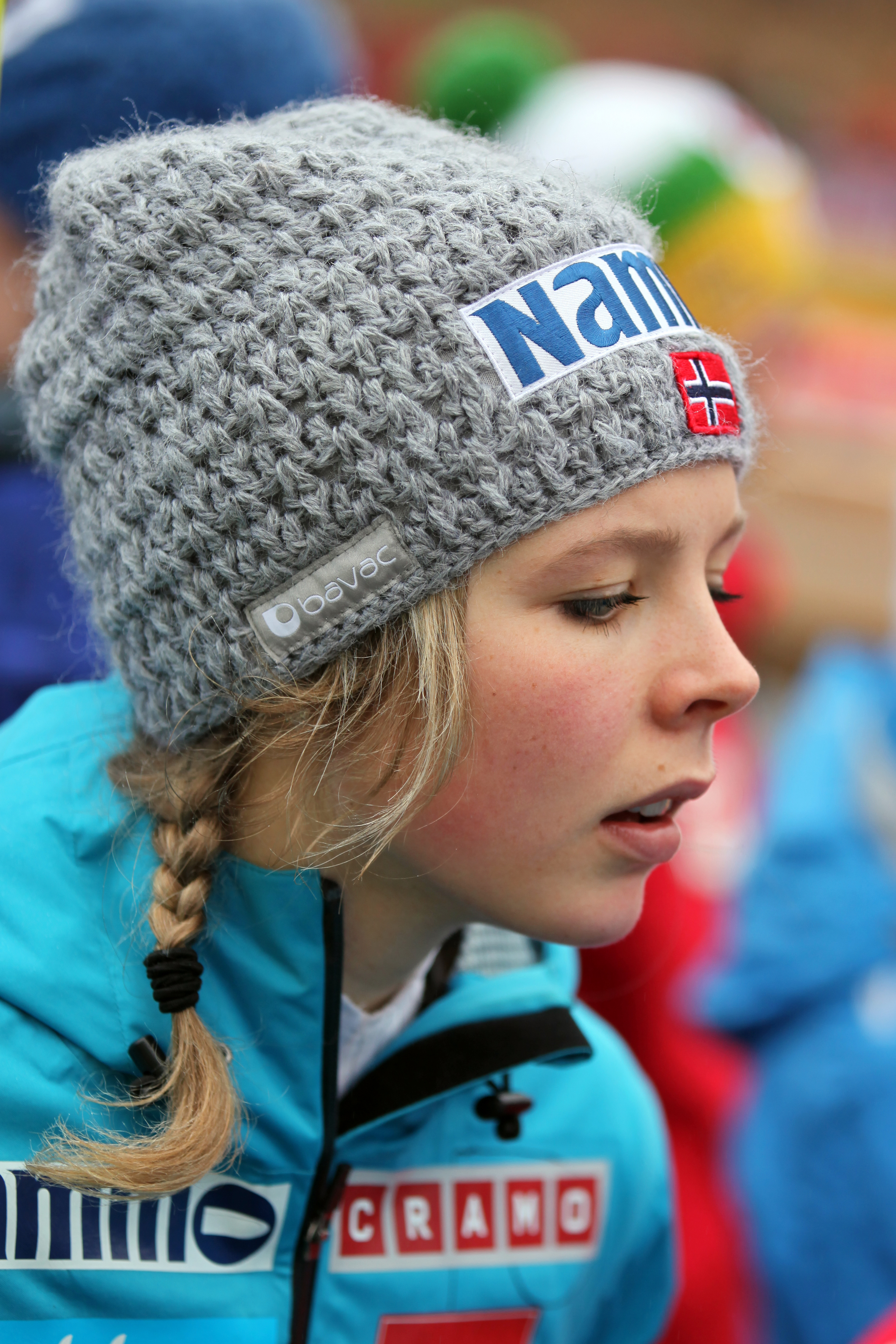
Maren Lundby nel 2013

| Pos. | Nome                 | Nazione  | Punti |
| ---- | -------------------- | -------- | ----- |
| 1    | Ryōyū Kobayashi      | Giappone | 2085  |
| 2    | Stefan Kraft         | Austria  | 1349  |
| 3    | Kamil Stoch          | Polonia  | 1288  |
| 4    | Piotr Żyła           | Polonia  | 1131  |
| 5    | Dawid Kubacki        | Polonia  | 988   |
| 6    | Robert Johansson     | Norvegia | 974   |
| 7    | Markus Eisenbichler  | Germania | 937   |
| 8    | Johann André Forfang | Norvegia | 892   |
| 9    | Timi Zajc            | Slovenia | 833   |
| 10   | Karl Geiger          | Germania | 765   |

#### Torneo dei quattro trampolini
| Pos. | Nome                | Nazione   | Punti  |
| ---- | ------------------- | --------- | ------ |
| 1    | Ryōyū Kobayashi     | Giappone  | 1098,0 |
| 2    | Markus Eisenbichler | Germania  | 1035,9 |
| 3    | Stephan Leyhe       | Germania  | 1014,1 |
| 4    | Dawid Kubacki       | Polonia   | 1010,8 |
| 5    | Roman Koudelka      | Rep. Ceca | 1006,3 |

#### Volo
| Pos. | Nome                | Nazione  | Punti |
| ---- | ------------------- | -------- | ----- |
| 1    | Ryōyū Kobayashi     | Giappone | 407   |
| 2    | Markus Eisenbichler | Germania | 371   |
| 3    | Piotr Żyła          | Polonia  | 289   |
| 4    | Domen Prevc         | Slovenia | 271   |
| 5    | Dawid Kubacki       | Polonia  | 251   |

#### Nazioni
| Pos. | Nazione   | Punti |
| ---- | --------- | ----- |
| 1    | Polonia   | 6083  |
| 2    | Germania  | 5650  |
| 3    | Giappone  | 4813  |
| 4    | Austria   | 4530  |
| 5    | Norvegia  | 3943  |
| 6    | Slovenia  | 3736  |
| 7    | Svizzera  | 1467  |
| 8    | Rep. Ceca | 1056  |
| 9    | Russia    | 867   |
| 10   | Finlandia | 396   |

## Donne

### Risultati
| Data             | Località          | Nazione  | Trampolino            | Spec. | Prima                                                                  | Seconda                                                                        | Terza                                                                   |
| ---------------- | ----------------- | -------- | --------------------- | ----- | ---------------------------------------------------------------------- | ------------------------------------------------------------------------------ | ----------------------------------------------------------------------- |
| 30 novembre 2018 | Lillehammer       | Norvegia | Lysgårdsbakken HS98   | NH    | Juliane Seyfarth                                                       | Maren Lundby                                                                   | Sara Takanashi                                                          |
| 1º dicembre 2018 | Lillehammer       | Norvegia | Lysgårdsbakken HS98   | NH    | Lidija Jakovleva                                                       | Maren Lundby                                                                   | Ema Klinec                                                              |
| 2 dicembre 2018  | Lillehammer       | Norvegia | Lysgårdsbakken HS140  | LH    | Katharina Althaus                                                      | Ramona Straub                                                                  | Daniela Iraschko                                                        |
| 9 dicembre 2018  | Titisee-Neustadt  | Germania | Hochfirst HS142       | LH    | annullata                                                              | annullata                                                                      | annullata                                                               |
| 15 dicembre 2018 | Prémanon          | Francia  | Les Tuffes HS90       | NH    | Katharina Althaus                                                      | Sara Takanashi                                                                 | Ema Klinec                                                              |
| 16 dicembre 2018 | Prémanon          | Francia  | Les Tuffes HS90       | NH    | Katharina Althaus                                                      | Maren Lundby                                                                   | Sara Takanashi                                                          |
| 12 gennaio 2019  | Sapporo           | Giappone | Ōkurayama HS137       | LH    | Daniela Iraschko                                                       | Juliane Seyfarth                                                               | Maren Lundby                                                            |
| 13 gennaio 2019  | Sapporo           | Giappone | Ōkurayama HS137       | LH    | Maren Lundby                                                           | Katharina Althaus                                                              | Juliane Seyfarth                                                        |
| 18 gennaio 2019  | Zaō               | Giappone | Yamagata HS102        | NH    | Daniela Iraschko                                                       | Sara Takanashi                                                                 | Katharina Althaus                                                       |
| 19 gennaio 2019  | Zaō               | Giappone | Yamagata HS102        | TL NH | Germania Juliane Seyfarth Ramona Straub Carina Vogt Katharina Althaus  | Austria Jacqueline Seifriedsberger Eva Pinkelnig Chiara Hölzl Daniela Iraschko | Giappone Yūki Itō Yūka Setō Kaori Iwabuchi Sara Takanashi               |
| 20 gennaio 2019  | Zaō               | Giappone | Yamagata HS102        | NH    | Maren Lundby                                                           | Anna Odine Strøm                                                               | Carina Vogt                                                             |
| 26 gennaio 2019  | Râșnov            | Romania  | Valea Cărbunării HS97 | NH    | Maren Lundby                                                           | Katharina Althaus                                                              | Sara Takanashi                                                          |
| 27 gennaio 2019  | Râșnov            | Romania  | Valea Cărbunării HS97 | NH    | Maren Lundby                                                           | Carina Vogt                                                                    | Juliane Seyfarth                                                        |
| 2 febbraio 2019  | Hinzenbach        | Austria  | Aigner HS90           | NH    | Maren Lundby                                                           | Juliane Seyfarth                                                               | Katharina Althaus                                                       |
| 3 febbraio 2019  | Hinzenbach        | Austria  | Aigner HS90           | NH    | Maren Lundby                                                           | Sara Takanashi                                                                 | Katharina Althaus                                                       |
| 8 febbraio 2019  | Ljubno            | Slovenia | Logarska dolina HS94  | NH    | Maren Lundby                                                           | Sara Takanashi                                                                 | Urša Bogataj                                                            |
| 9 febbraio 2019  | Ljubno            | Slovenia | Logarska dolina HS94  | TL NH | Germania Carina Vogt Anna Rupprecht Juliane Seyfarth Katharina Althaus | Slovenia Jerneja Brecl Špela Rogelj Nika Križnar Urša Bogataj                  | Austria Jacqueline Seifriedsberger Lisa Eder Chiara Hölzl Eva Pinkelnig |
| 10 febbraio 2019 | Ljubno            | Slovenia | Logarska dolina HS94  | NH    | Sara Takanashi                                                         | Maren Lundby                                                                   | Juliane Seyfarth                                                        |
| 16 febbraio 2019 | Oberstdorf        | Germania | Schattenberg HS137    | LH    | Maren Lundby                                                           | Katharina Althaus                                                              | Urša Bogataj                                                            |
| 17 febbraio 2019 | Oberstdorf        | Germania | Schattenberg HS137    | LH    | Maren Lundby                                                           | Juliane Seyfarth                                                               | Sara Takanashi                                                          |
| 10 marzo 2019    | Oslo Holmenkollen | Norvegia | Holmenkollen HS134    | LH    | Daniela Iraschko                                                       | Juliane Seyfarth                                                               | Katharina Althaus                                                       |
| 12 marzo 2019    | Lillehammer       | Norvegia | Lysgårdsbakken HS140  | LH    | Maren Lundby                                                           | Katharina Althaus                                                              | Eva Pinkelnig                                                           |
| 14 marzo 2019    | Trondheim         | Norvegia | Granåsen HS140        | LH    | Maren Lundby                                                           | Juliane Seyfarth                                                               | Eva Pinkelnig                                                           |
| 16 marzo 2019    | Nižnij Tagil      | Russia   | Aist HS97             | NH    | Juliane Seyfarth                                                       | Maren Lundby                                                                   | Anna Odine Strøm                                                        |
| 17 marzo 2019    | Nižnij Tagil      | Russia   | Aist HS97             | NH    | Juliane Seyfarth                                                       | Maren Lundby                                                                   | Katharina Althaus                                                       |
| 23 marzo 2019    | Čajkovskij        | Russia   | Snežinka HS102        | NH    | Juliane Seyfarth                                                       | Katharina Althaus                                                              | Sara Takanashi                                                          |
| 24 marzo 2019    | Čajkovskij        | Russia   | Snežinka HS140        | LH    | Maren Lundby                                                           | Juliane Seyfarth                                                               | Nika Križnar                                                            |

Legenda:

NH = trampolino normale

LH = trampolino lungo

TL = gara a squadre

### Classifiche

#### Generale
| Pos. | Nome              | Nazione  | Punti |
| ---- | ----------------- | -------- | ----- |
| 1    | Maren Lundby      | Norvegia | 1909  |
| 2    | Katharina Althaus | Germania | 1493  |
| 3    | Juliane Seyfarth  | Germania | 1451  |
| 4    | Sara Takanashi    | Giappone | 1190  |
| 5    | Nika Križnar      | Slovenia | 826   |
| 6    | Eva Pinkelnig     | Austria  | 825   |
| 7    | Anna Odine Strøm  | Norvegia | 717   |
| 8    | Daniela Iraschko  | Austria  | 701   |
| 9    | Carina Vogt       | Germania | 686   |
| 10   | Chiara Hölzl      | Austria  | 644   |

#### Nazioni
| Pos. | Nazione     | Punti |
| ---- | ----------- | ----- |
| 1    | Germania    | 5220  |
| 2    | Norvegia    | 3443  |
| 3    | Austria     | 3192  |
| 4    | Giappone    | 2969  |
| 5    | Slovenia    | 2751  |
| 6    | Russia      | 1753  |
| 7    | Italia      | 624   |
| 8    | Francia     | 423   |
| 9    | Stati Uniti | 133   |
| 10   | Cina        | 107   |

## Misto

### Risultati
| Data            | Località         | Nazione  | Trampolino      | Spec. | Primo     | Secondo   | Terzo     |
| --------------- | ---------------- | -------- | --------------- | ----- | --------- | --------- | --------- |
| 8 dicembre 2018 | Titisee-Neustadt | Germania | Hochfirst HS142 | TL LH | annullata | annullata | annullata |

Legenda:

LH = trampolino lungo

TL = gara a squadre